# Médiathèque de la Canopée
Médiathèque de la Canopée (tj. Mediatéka Canopée) je knihovna města Paříže, která vznikla v roce 2016 v severním křídle budovy La Canopée. Nachází se v Passage de la Canopée, ve Forum des Halles. Je určena pro dospělé i pro děti. Knihovna se zaměřuje na digitální dokumenty, kulturu neslyšících, městskou kulturu a ekologii.

## Historie
Rekonstrukce Canopée ve Forum des Halles trvala šest let.
Projekt mediatéky vznikl v roce 2010 a byl zaměřen na lidi ve věku 18-35 let. Měl nahradit bývalou knihovnu pro mládež La Fontaine a také knihovnu Louvre. V roce 2013 došlo k přehodnocení projektu po příchodu týmu knihovníků, kteří jej upravili a přizpůsobili potřebám okolí a veřejnosti. Zařízení bylo navrženo tak, aby sloužilo různým typům publika:
- obyvatelé 1. obvodu
- uživatelé dosavadních zařízení ve Forum des Halles (Pařížská mediatéka, knihovna Françoise Truffauta, Forum des Images)
- uživatelé sousedních zařízení, zejména centra hiphopového La Place a Maison des Pratiques Artistiques Amateurs
- uživatelé dopravního uzlu Les Halles
- neslyšící, kteří tradičně navštěvovali oblast Châtelet les Halles

## Činnost knihovny

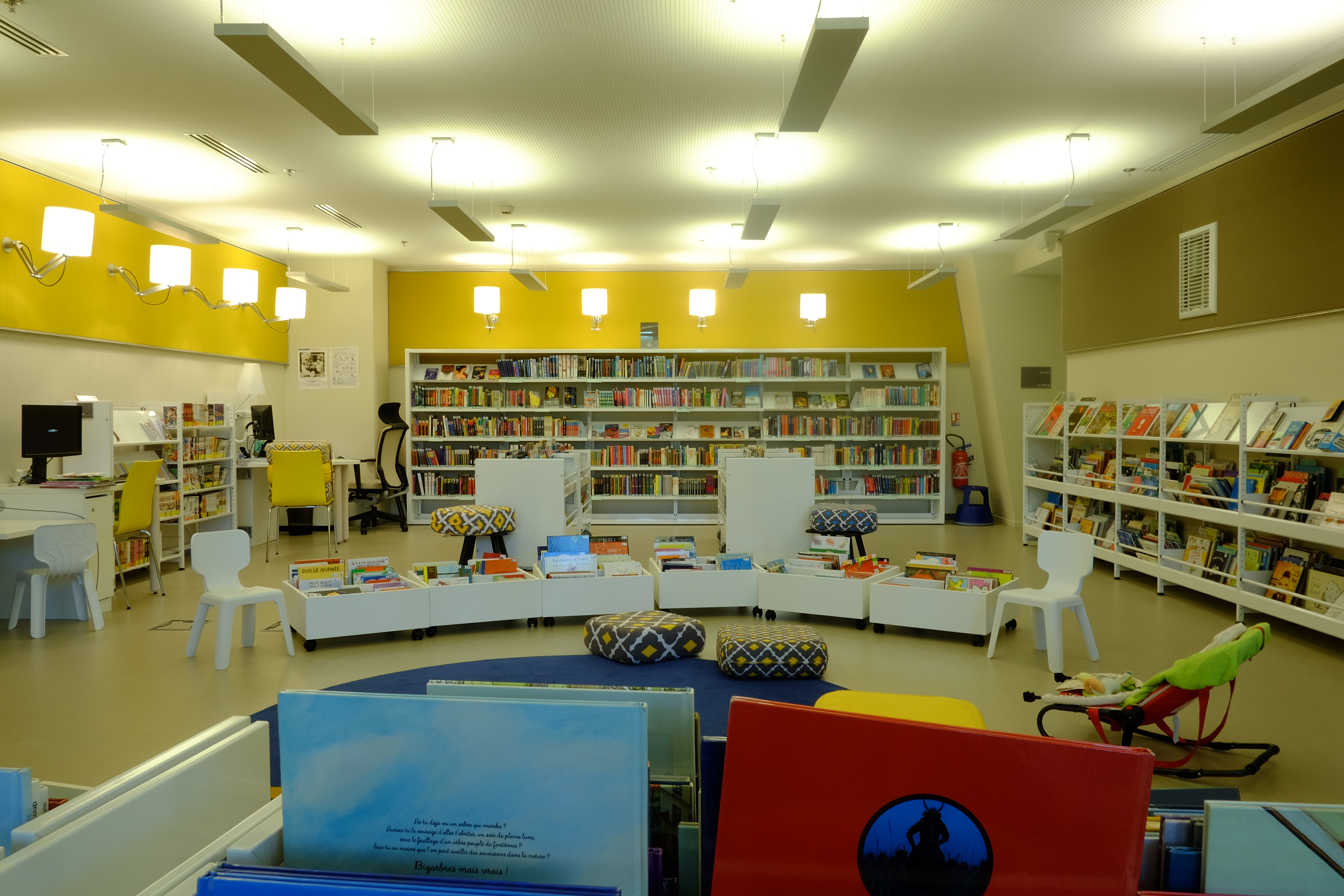
Pohled na přihrádky na knihy a police v Imaginárním prostoru Canopée

Mediotéka Canopée otevřela pro veřejnost 6. dubna 2016.
Knihovna s plochou 1050 m2 je přístupná veřejnosti a nabízí tři prostory:
- Prostor 3C: connecté, créativité, convivialité (propojení, kreativita, pohostinnost)

Prostor o rozloze 375 m2 slouží jako recepce, kterou doplňuje manga bar. Pořádají se zde projekce, debaty, workshopy s multimediálními stanicemi nebo digitálně řízenými stroji jako jsou 3D tiskárny, lego Mindstorm, videohry atd.
- Zahradní strana (Côté jardin)

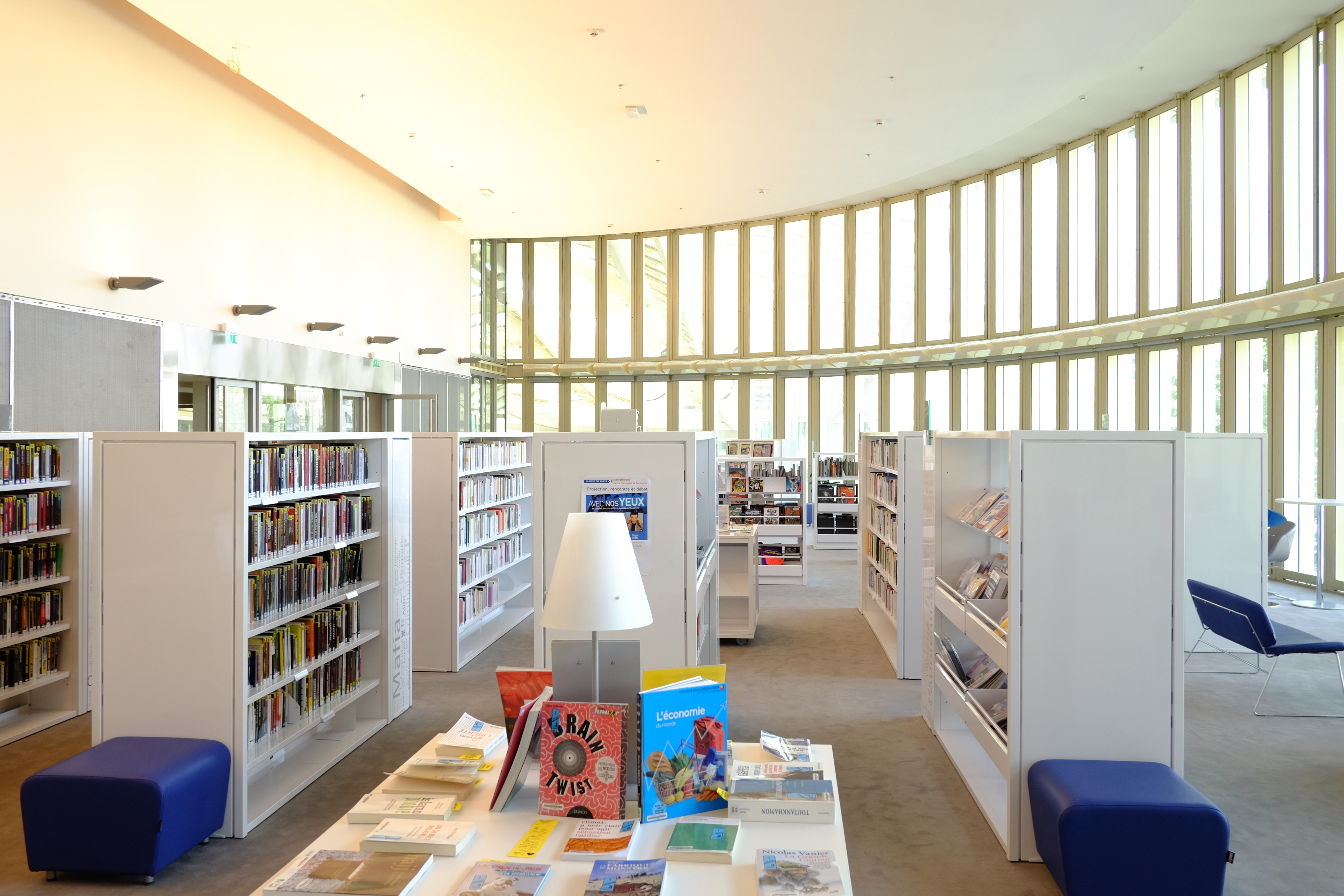
Pohled na police v zahradní části knihovny.

Tento prostor je určen čtení tisku nebo knih. Rozkládá se na ploše 380 m2, je vybaven velkým oknem a nabízí relaxační prostředí s panoramatickým výhledem na kostel Saint-Eustache a zahradu Nelsona Mandely. V této části je umístěna většina sbírek.
- Imaginární prostor

Tento prostor o 135 m2 zahrnuje sbírky určené mladým lidem v prostředí umožňujícím individuální nebo rodinné čtení. Je určen pro děti od narození až do předpubertálního věku.

## Služby a aktivity
Knihovna používá automatické půjčování a vracení. Uživatelé si mohou půjčovat a vracet knihy prostřednictvím třech automatů umístěných u vchodu do knihovny. Disponuje 10 multimediálními stanicemi, které jsou přístupné s čtenářským průkazem (vydává se zdarma po předložení průkazu totožnosti). Má skříň s deskovými hrami, které lze hrát na místě. Je to jedna ze 7 městských výpůjčních knihoven v Paříži otevřených v neděli.
Je to jedna z knihoven, která nabízí službu, kdy dobrovolníci nosí dokumenty (knihy, CD, časopisy atd.) do domovů seniorů a/nebo lidem, kteří se nemohou pohybovat.

## Knihovní fond
Knihovna médií schraňuje přibližně 37 500 dokumentů, především:
- 1000 rodinných DVD
- 11 500 dokumentů na různých nosičích pro děti
- 6000 románů pro dospělé zaměřených na redakční zprávy (žádná díla nevydaná před rokem 1930)
- 4000 dokumentárních děl orientovaných na volný čas, praktický život, současný svět
- 7000 komiksů a manga
- 3000 dokumentů pro specializovaný fond městské kultury
- 600 dokumentů pro specializovaný fond digitální kultury
- 2500 sci-fi a fantasy románů
- 1700 románů v cizích jazycích (angličtina, španělština, japonština)
- 150 předplatných časopisů a časopisů pro dospělé a mládež

## Neslyšící a nedoslýchavé publikum
Základem projektu je dostupnost knihovny pro neslyšící. Tým je vyškolen v kontaktu ve francouzském znakovém jazyce a zahrnuje tři neslyšící agenty. Kultura neslyšících je propagována prostřednictvím sbírek a kulturních akcí: workshopy pro prezentaci znakového jazyka, konference o kultuře neslyšících, filmové projekce. Většina akcí probíhá za přítomnosti profesionálních tlumočníků.